# Segunda Liga 2017-2018
La Segunda Liga 2017-2018 è stata la ventottesima edizione del secondo livello del campionato di calcio portoghese. La stagione, iniziata il 6 agosto 2017 e terminata il 21 maggio 2018, ha visto trionfare il Nacional.

## Stagione

### Novità
Al termine della Segunda Liga 2016-2017 sono state promosse in Primeira Liga il Portimonense e il Desportivo Aves, e sono retrocesse Vizela, Fafe, Freamunde e Olhanense.
Dalla Primeira Liga 2017-2018 sono retrocessi il Paços de Ferreira e l'Estoril Praia. Dal Campeonato Nacional de Seniores 2016-2017 sono stati promossi il Real, il Merelinense e il Praiense.

### Formula
Le 20 squadre partecipanti si affrontano in un girone di andata e ritorno, per un totale di 38 giornate.
Le prime due classificate sono promosse in Primeira Liga.
Le squadre classificate agli ultimi quattro posti (17º, 18º, 19º, e 20º posto) sono retrocesse nel Campeonato Nacional de Seniores.
Al campionato possono partecipare le squadre riserve, ma non possono essere promosse in Primeira Liga. Se una squadra riserva si classifica ai primi due posti, la squadra classificatasi subito dopo beneficia della promozione diretta. Se la prima squadra retrocede in Segunda Liga, la squadra riserva viene retrocessa in Campeonato Nacional de Seniores indipendentemente dalla posizione in classifica. In quest'ultimo caso, se la squadra riserva non era nelle ultime tre posizioni, la squadra meglio piazzata nella zona retrocessione mantiene la categoria.

## Squadre partecipanti
| Club                 | Città                  | Stadio                                     | Posizione 2016-2017 |
| -------------------- | ---------------------- | ------------------------------------------ | ------------------- |
| Academica de Coimbra | Coimbra                | Estádio Cidade de Coimbra                  | 6º posto            |
| Academico Viseu      | Viseu                  | Estádio do Fontelo                         | 17º posto           |
| Arouca               | Arouca                 | Stadio comunale di Arouca                  | 17º posto           |
| Benfica B            | Lisbona                | Futebol Campus                             | 4º posto            |
| Braga B              | Braga                  | Estádio Municipal de Braga                 | 7º posto            |
| Cova da Piedade      | Cova da Piedade        | Estádio Municipal José Martins Vieira      | 16º posto           |
| Famalicão            | Vila Nova de Famalicão | Estádio Municipal 22 de Junho              | 15º posto           |
| Gil Vicente          | Barcelos               | Estádio Cidade de Barcelos                 | 13º posto           |
| Leixões              | Matosinhos             | Estádio do Mar                             | 18º posto           |
| Nacional             | Funchal                | Estádio da Madeira                         | 18º posto           |
| Oliveirense          | Oliveira de Azeméis    | Estádio Carlos Osório, Oliveira de Azeméis | 2º posto            |
| Penafiel             | Penafiel               | Estádio Municipal 25 de Abril              | 12º posto           |
| Portimonense         | Portimão               | Estádio Municipal de Portimão              | 4º posto            |
| Porto B              | Porto                  | Estádio Dr. Jorge Sampaio                  | 12º posto           |
| Real                 | Queluz                 | Estàdio do Real SC                         | 1º posto            |
| Santa Clara          | Ponta Delgada          | Estádio de São Miguel                      | 16º posto           |
| Sporting B           | Lisbona                | CGD Stadium Aurélio Pereira                | 10º posto           |
| Sporting da Covilhã  | Covilhã                | Estádio Municipal José dos Santos Pinto    | 14º posto           |
| União Madeira        | Funchal                | Estádio da Madeira                         | 17º posto           |
| Varzim               | Póvoa de Varzim        | Estádio do Varzim SC                       | 9º posto            |
| Vitória Guimarães II | Guimarães              | Estádio D. Afonso Henriques                | 13º posto           |

## Classifica finale
|  | Pos. | Squadra             | Pt | G  | V  | N  | P  | GF | GS | DR  |
|  | ---- | ------------------- | -- | -- | -- | -- | -- | -- | -- | --- |
|  | 1.   | Nacional            | 71 | 38 | 19 | 14 | 5  | 72 | 45 | +27 |
|  | 2.   | Santa Clara         | 66 | 38 | 19 | 9  | 10 | 55 | 40 | +15 |
|  | 3.   | Académico de Viseu  | 64 | 38 | 17 | 13 | 8  | 50 | 40 | +10 |
|  | 4.   | Académica           | 63 | 38 | 19 | 6  | 13 | 59 | 40 | +19 |
|  | 5.   | Penafiel            | 62 | 38 | 17 | 11 | 10 | 55 | 43 | +12 |
|  | 6.   | Arouca              | 59 | 38 | 16 | 11 | 11 | 42 | 37 | +5  |
|  | 7.   | Porto B             | 58 | 38 | 18 | 4  | 16 | 50 | 55 | -5  |
|  | 8.   | Leixões             | 56 | 38 | 14 | 14 | 10 | 50 | 43 | +7  |
|  | 9.   | Cova da Piedade     | 51 | 38 | 14 | 9  | 15 | 42 | 45 | -3  |
|  | 10.  | Varzim              | 50 | 38 | 13 | 11 | 14 | 41 | 41 | 0   |
|  | 11.  | Vitória Guimarães B | 50 | 38 | 14 | 8  | 16 | 44 | 49 | -5  |
|  | 12.  | Oliveirense         | 49 | 38 | 13 | 10 | 15 | 45 | 47 | -2  |
|  | 13.  | Benfica B           | 49 | 38 | 14 | 7  | 17 | 54 | 60 | -6  |
|  | 14.  | Famalicão           | 48 | 38 | 13 | 9  | 16 | 46 | 49 | -3  |
|  | 15.  | Covilhã             | 47 | 38 | 12 | 11 | 15 | 32 | 41 | -9  |
|  | 16.  | Braga B             | 44 | 38 | 10 | 14 | 14 | 44 | 48 | -4  |
|  | 17.  | União Madeira       | 44 | 38 | 12 | 8  | 18 | 44 | 53 | -9  |
|  | 18.  | Sporting Lisbona B  | 42 | 38 | 11 | 9  | 18 | 46 | 65 | -19 |
|  | 19.  | Gil Vicente         | 36 | 38 | 8  | 12 | 18 | 29 | 45 | -16 |
|  | 20.  | Real SC             | 32 | 38 | 8  | 8  | 22 | 47 | 61 | -14 |

Legenda:

      Ammesse alla Primeira Liga 2018-2019

      Retrocesse in Campeonato Nacional de Seniores 2018-2019

Tre punti a vittoria, uno a pareggio, zero a sconfitta.
La classifica viene stilata secondo i seguenti criteri:
- Punti conquistati
- Punti conquistati negli scontri diretti
- Differenza reti negli scontri diretti
- Reti realizzate in trasferta negli scontri diretti
- Differenza reti generale
- Partite vinte
- Reti totali realizzate
- Spareggio

### Verdetti
- Nacional e Santa Clara promosse in Primeira Liga 2018-2019.
- Uniao Madeira, Sporting Lisbona B, Gil Vicente e Real retrocesse in Campeonato Nacional de Seniore 2018-2019.

## Statistiche

### Classifica marcatori
Aggiornata al 14 maggio 2018
| Gol |  |  | Giocatore         | Squadra         |
| --- |  |  | ----------------- | --------------- |
| 21  |  |  | Ricardo Gomes     | Nacional        |
| 19  |  |  | Carlos Vinícius   | REAL            |
| 15  |  |  | Thiago Santana    | Santa Clara     |
| 14  |  |  | Heriberto Tavares | Benfica B       |
| 13  |  |  | Murilo            | Nacional        |
| 12  |  |  | Dieguinho         | Cova da Piedade |
| 12  |  |  | Fábio Abreu       | Penafiel        |
| 11  |  |  | Cléo              | Cova da Piedade |
| 11  |  |  | Donald Djoussé    | Académica       |
| 11  |  |  | Fernando          | Santa Clara     |
| 11  |  |  | Sandro Lima       | Académico Viseu |
| 11  |  |  | Brayan Riascos    | Oliveirense     |
| 11  |  |  | Gustavo Costa     | Penafiel        |
| 11  |  |  | Luther Singh      | Braga B         |